# Myers-Gletscher
Der Myers-Gletscher ist ein 11 km langer Talgletscher auf der Thurston-Insel vor der Küste des westantarktischen Ellsworthlands. Er fließt vom Mount Noxon in südwestlicher Richtung zum Abbot-Schelfeis im Peacock-Sund.
Seine Position wurde anhand von Luftaufnahmen der Flugstaffel VX-6 der United States Navy im Januar 1960 bestimmt. Das Advisory Committee on Antarctic Names benannte ihn nach Leutnant Dale P. Myers, Hubschrauberpilot an Bord der USCGC Burton Island während der Forschungsfahrt der US-Navy in die Bellingshausen-See im Februar 1960.